# 台湾碗蕨
台湾碗蕨（学名：Dennstaedtia formosae）为姬蕨科碗蕨属下的一个种。

## 扩展阅读
- 維基物種上的相關：台湾碗蕨